# Styloctenium wallacei
Styloctenium wallacei är en däggdjursart som först beskrevs av Gray 1866.  Styloctenium wallacei ingår i släktet Styloctenium och familjen flyghundar. Inga underarter finns listade. Artepitet i det vetenskapliga namnet hedrar den brittiska biologen Alfred Russel Wallace.
Denna flyghund förekommer på Sulawesi samt på mindre öar i samma region. Arten vistas i låglandet och i medelhöga bergstrakter upp till 1100 meter över havet. Habitatet utgörs av skogar.
Arten når en kroppslängd (huvud och bål) av 15 till 18 cm och saknar svans. Underarmarna är 9,0 till 9,6 cm långa och flyghundens vingspann är ungefär 50 cm. Den mjuka och lena pälsen har på ovansidan en grå färg med inslag av rödbrunt. Undersidan är täckt av ljus rödbrun päls och huvudet är mörkare rödbrun. Typiskt är flera vita strimmor eller fläckar i ansiktet.
En individ i Tierpark Berlin levde minst 9 år efter att den importerades.
Det största hotet för beståndet är skogsavverkningar när jordbruksmark skapas. Antagligen jagas ett fåtal exemplar för köttets skull. I utbredningsområdet förekommer med Lore Lindu nationalpark en skyddszon. Populationens minskning över 15 år (tre generationer) når troligen inte 30 procent. IUCN kategoriserar arten globalt som nära hotad.